# 古延寿桥
古延寿桥是一座明代古桥，位于中国安徽省黄山市屯溪区屯光镇篁墩村水口。。
2008年，古延寿桥列为黄山市文物保护单位。
2020年7月11日凌晨，古延寿桥在2020年中國南方水災中被洪水冲毁。2021年，程朱阙里——洛闽溯本石坊修缮工程、延寿桥、三夫子祠复建工程完工 。